# Megalochlamys revoluta
Megalochlamys revoluta là một loài thực vật có hoa trong họ Ô rô. Loài này được (Lindau) Vollesen mô tả khoa học đầu tiên năm 1989.